# Angela Harris, Baroness Harris of Richmond

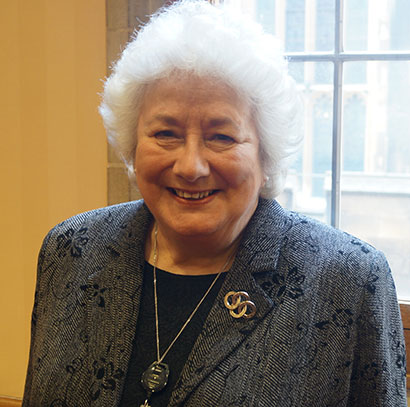
Angela Harris, Baroness Harris of Richmond, 2016

Angela Felicity Harris, Baroness Harris of Richmond DL (* 4. Januar 1944) ist eine Life Peeress und stellvertretende Speakerin im House of Lords.
Die Tochter von Reverend George Hamilton Richards und Eva geb. Lindley ging auf das Ealing Hotel and Catering College. Sie arbeitete zunächst als Stewardess und ging dann in die Kommunalverwaltung. Nachdem sie nach Richmond (North Yorkshire) umgezogen war, wurde sie in den Rat der Stadt und die Regionalversammlung von Richmondshire gewählt und war dort Ratsvorsitzende und Bürgermeisterin. 1981 wurde sie in die Regionalversammlung von North Yorkshire gewählt.
Angela Harris gehörte dem North Yorkshire County Council von 1981 bis 2001 an und war 1991/92 die erste Frau als Vorsitzende dieses Gremiums. Sie war des Weiteren von 1994 bis 2001 die Vorsitzende der North Yorkshire Police Authority und Mitglied in weiteren Police Authorities. 16 Jahre lang, von 1982 bis 1998 war sie Schiedsfrau. Von 1990 bis 1997 war sie im Führungsgremium des National Health Service. 1994 wurde sie Deputy Lieutenant für North Yorkshire und ab 1996 gehörte sie zum Führungsausschuss der University of York.
Angela Harris war Kandidatin der Liberaldemokraten für die Europawahl 1999.
1999 wurde Angela Harris als Baroness Harris of Richmond, of Richmond in the County of North Yorkshire, zum Life Peer der Liberaldemokraten erhoben. Im House of Lords war sie Vorsitzende des European Union Select sub-Committee F und Mitglied des European Union Select Committee und des Offices Committee and Refreshment Sub-Committee. Sie wurde 2008 stellvertretender Speaker. Von 2000 bis 2008 war sie Whip ihrer Partei. Ferner ist sie Parteisprecherin für Nordirland und Angehörige des Ausschusses für Polizeiangelegenheiten. 2010 wurde Baroness Harris Vorsitzende des Industry and Parliament Trust.
Ihre Interessensgebiete liegen insbesondere im Polizeiwesen und sie ist Präsidentin der National Association of Chaplains to the Police. Sie ist Schirmherrin des britischen Ablegers der ASIS International, einer Organisation von Sicherheitsspezialisten mit weltweit 38.000 Mitgliedern und der Nationalen Opferhilfsorganisation und Treuhänderin eines Polizeirehabilitationszentrums, des Flint House. Sie ist außerdem Schirmherrin von Lister House, der Trauma International and Hospice Homecare Support Group und Herriot Hospice Homecare.
2009 wurde Harris zum High Steward der Ripon Cathedral in Ripon ernannt.
1976 heiratete sie in zweiter Ehe John Philip Roger Harris. Sie hat einen Sohn aus ihrer ersten Ehe.